# Honigbüsche
Die Honigbüsche (Cyclopia) sind eine Pflanzengattung, die zur Unterfamilie der Schmetterlingsblütler (Faboideae) innerhalb der Familie der Hülsenfrüchtler (Fabaceae) gehört. Die etwa 23 Arten sind in der Kapflora (Capensis) Südafrikas beheimatet, genauer in den Provinzen Westkap und Ostkap. Englischsprachige Trivialnamen sind „honeybush“ oder „bush tea“ (Afrikaans „Heunigbostee“ oder „Boertee“). Bekannt sind einige Arten, da aus ihnen der Honigbusch-Tee geerntet wird.

## Beschreibung

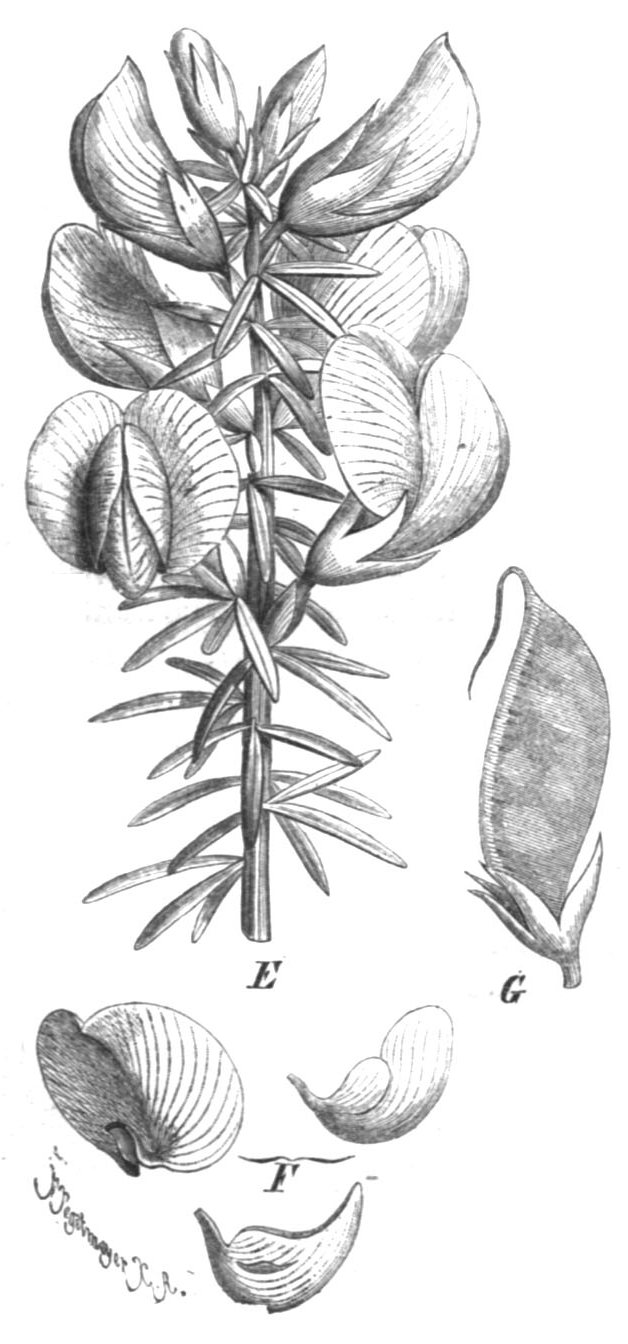
Illustration von Taubert von Cyclopia genistoides

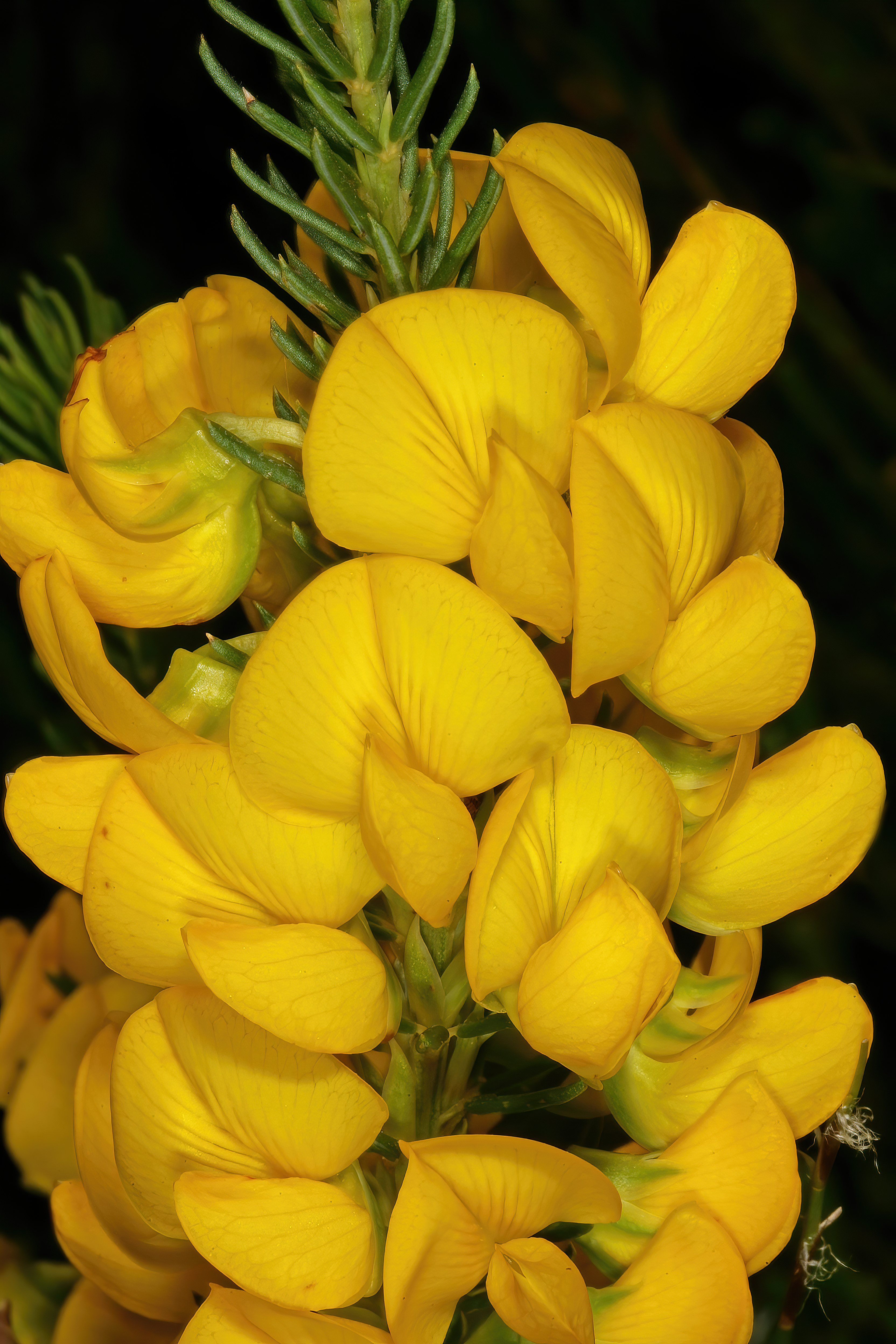
Zweig mit zygomorphen Blüten von Cyclopia genistoides

### Vegetative Merkmale
Cyclopia-Arten wachsen als selbständig aufrechte Sträucher.
Die gegenständig angeordneten Laubblätter sind dreiteilig, unpaarig gefiedert. Die drei (bei manchen Arten fast nadelartigen) schmalen bis breiten Fiederblättchen sind kahl oder behaart und oft ist ihr Rand nach unten umgerollt.

### Generative Merkmale
Man kann die Cyclopia-Arten leicht an ihren einzeln in den Blattachseln stehenden, süßlich duftenden, gelben Schmetterlingsblüten erkennen. Die zwittrigen Blüten sind zygomorph und fünfzählig mit doppelter Blütenhülle. Die fünf Kelchblätter sind sehr kurz an ihrer Basis verwachsen und der Kelch wirkt an der Basis eingedrückt. Die fünf Kronblätter sind gelb. Die zehn Staubblätter besitzen verbreiterte Staubfäden, die höchstens an ihrer Basis nur kurz verwachsen sind. Es ist nur ein Fruchtblatt vorhanden.
Die Hülsenfrüchte sind länglich. Die Samen besitzen einen wachsartigen Anhang.

Verbreitungsgebiet der Gattung Cyclopia

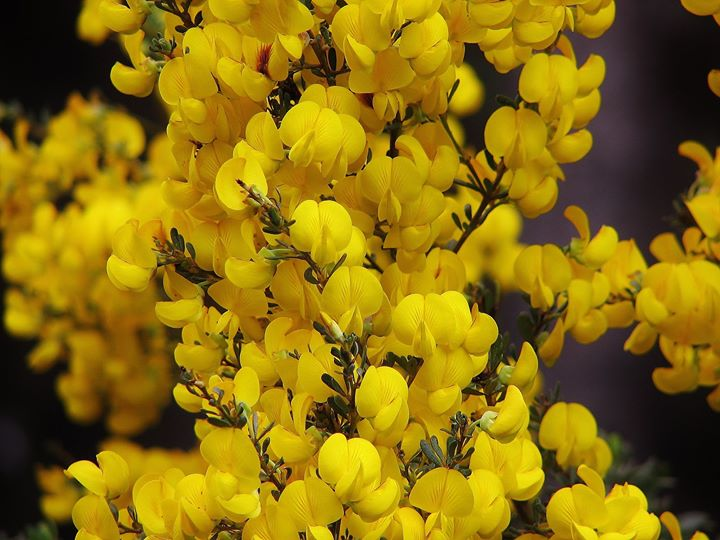
Cyclopia falcata

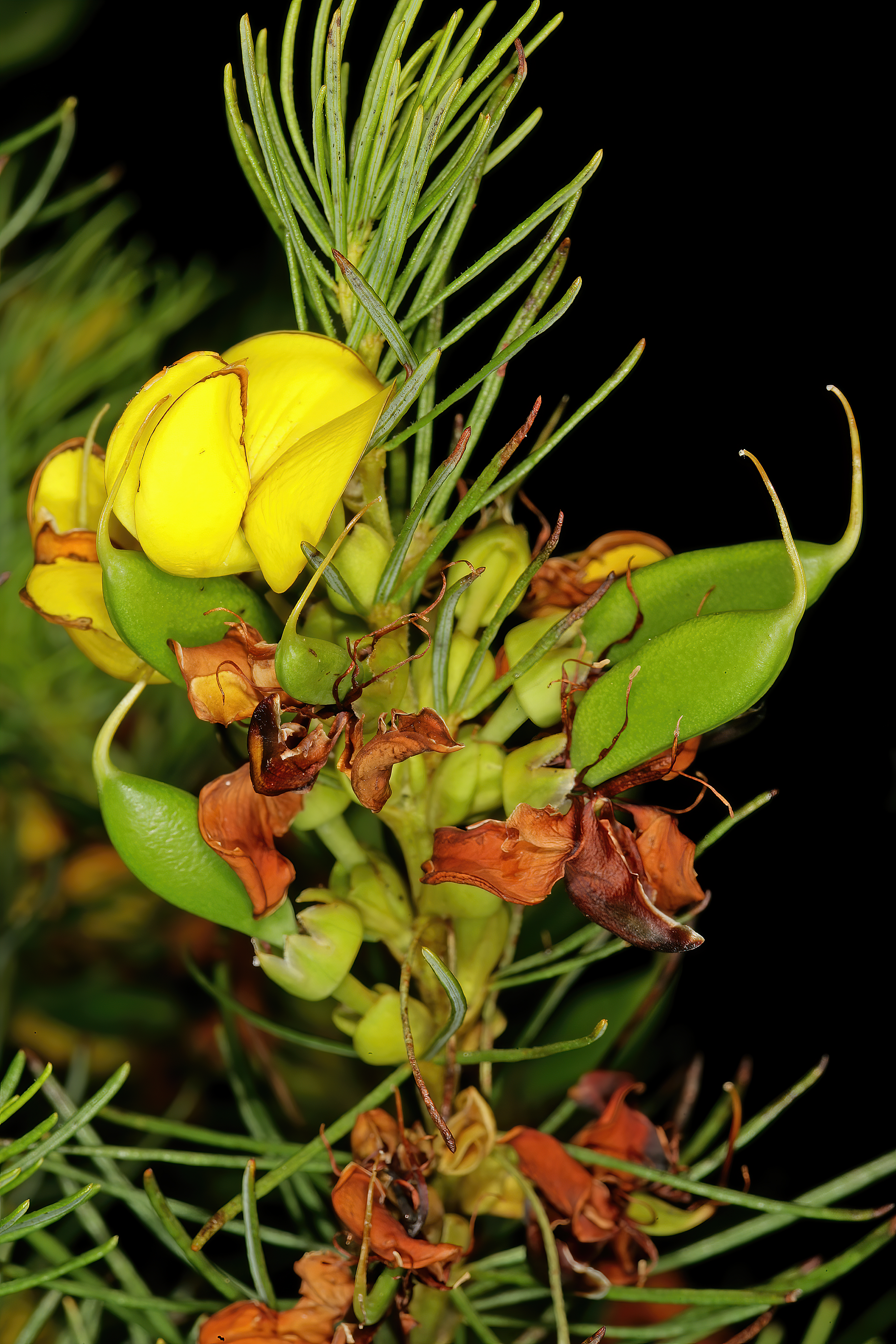
Zweig mit Blättern, Blüten und jungen Früchten von Cyclopia sessiliflora

## Vorkommen und Gefährdung
Die Gattung Cyclopia ist Bestandteil der Kapflora (Capensis). Sie ist in Südafrika nur in den Provinzen Westkap und Ostkap beheimatet. Alle Arten gedeihen nur im Fynbos von den Zederbergen (Kap-Faltengürtel) südwärts bis zur Kap-Halbinsel und ostwärts bis Port Elizabeth. Meist sind einzelne Arten auf sehr kleine Areale und dann auch an sehr spezielle Habitate gebunden, beispielsweise Berggipfel, Feuchtgebiete, Bänder mit Schiefergestein oder feuchte südliche Hänge.
Alle Cyclopia-Arten sind in der Roten Liste der gefährdeten Pflanzenarten Südafrikas aufgeführt. Je nach Arealgröße, Habitaten und Wildsammlung von Pflanzenteilen für die Teeherstellung sind die Arten sehr unterschiedlich gefährdet. Zwei Arten sind wohl ausgestorben (EX = „Extinct“ oder „Possibly Extinct“). Fünf Arten werden mit CR = „Critically Endangered“ = „vom Aussterben bedroht“ bewertet, zwei Arten werden mit EN = „Endangered“ = „stark gefährdet“ bewertet, zwei Arten werden mit VU = „Vulnerable“ = „gefährdet“ bewertet, drei Arten werden mit NT = „Near Threatened“ = „potenziell gefährdet“ bewertet, sechs Arten werden mit LC = „Least Concern“ = „nicht gefährdet“ bewertet, drei Arten gelten als „Rare“ = „selten“.

## Systematik
Mit der Typusart Cyclopia genistoides (L.) R.Br. wurde 1808 die Gattung Cyclopia durch Étienne Pierre Ventenat in Decas Generum Novorum, S. 8 aufgestellt. Der Gattungsname Cyclopia leitet sich von den griechischen Wörtern kuklos für „Kreis“ und pous für „Fuß“ ab und bezieht sich auf die fast freien Kelchblätter.
Die Gattung Cyclopia Vent. gehört zur Tribus Podalyrieae in der Unterfamilie der Faboideae innerhalb der Familie der Fabaceae. Nach Boatwright et al. 2008 befindet sich die monophyletische Gattung Cyclopia phylogenetisch an einer isolierten Position im Stammbaum der Tribus Podalyrieae.
Die Gattung Honigbusch (Cyclopia) umfasst etwa 23 Arten, die hier mit ihrer Verbreitung und Gefährdung aufgelistet sind:
- Cyclopia alopecuroides A.L.Schutte: Von diesem Endemiten sind nur drei Fundorte bekannt. Sie kommt im Westkap nur in Groot Swartberg sowie in den Kammanassie Bergen vor. Die Bestände nehmen fortlaufend ab. Sie wird in der Roten Liste der gefährdeten Pflanzenarten Südafrikas mit EN = „Endangered“ = „stark gefährdet“ bewertet.[1]
- Cyclopia alpina A.L.Schutte: In Bergregionen im Westkap kommt sie häufig vor: im Westen in Hottentots Holland, Hex River sowie Wemmershoek Bergen und im Süden in den Kammanassie Bergen. Sie wird in der Roten Liste der gefährdeten Pflanzenarten Südafrikas mit LC = „Least Concern“ = „nicht gefährdet“ bewertet.[1]

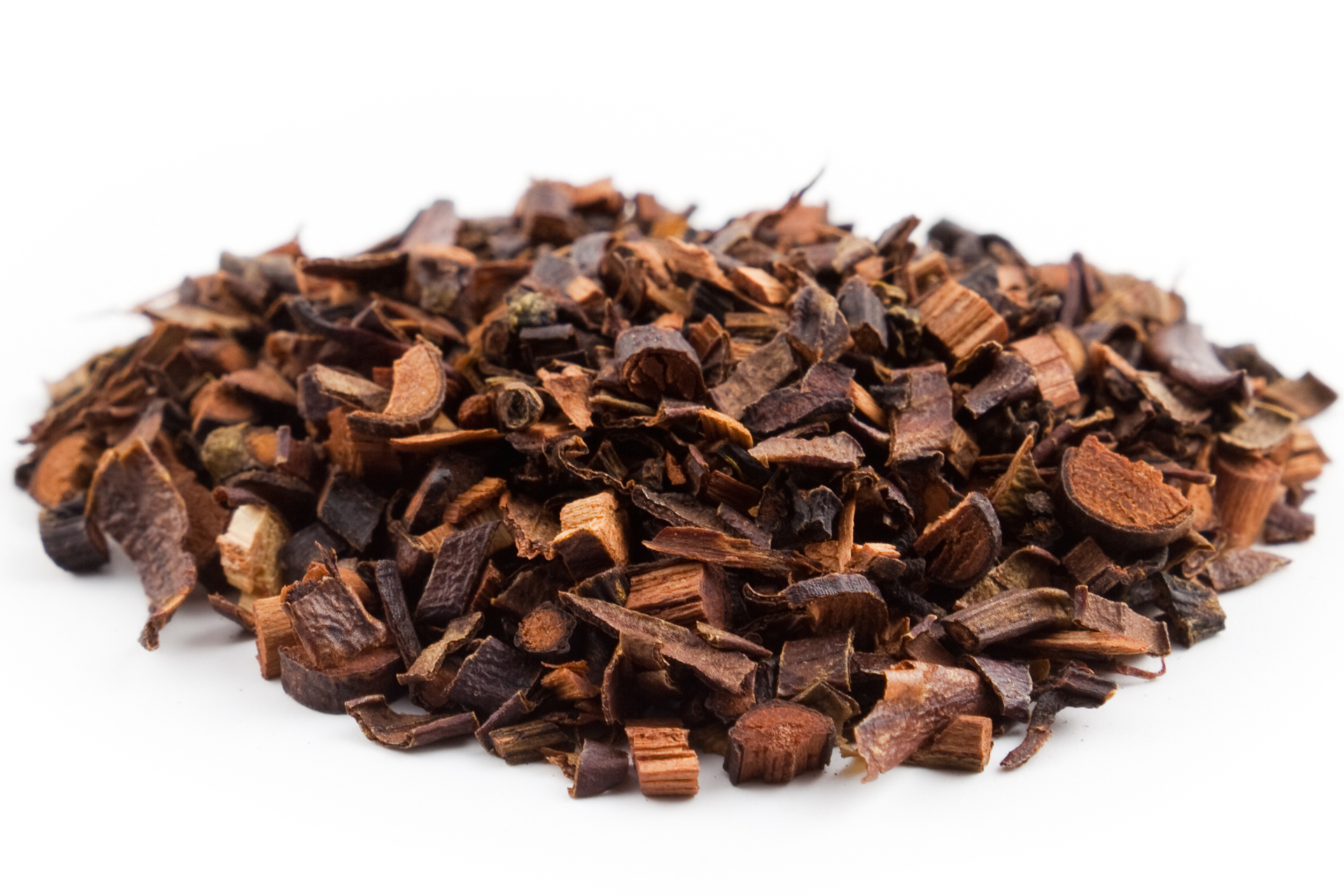
Honigbusch-Tee

- Cyclopia aurescens Kies: Dieser seltene Endemit gedeiht nur in Höhenlagen oberhalb von 1800 Metern in den Klein-Swartberg-Bergen im Westkap. Die Bestände sind nicht gefährdet.[1]
- Cyclopia bolusii Hofmeyr & E.Phillips: Dieser Endemit kommt nur in Groot Swartberg im Westkap vor. Es gibt mehrere Fundorte, aber die Bestände sind immer klein. Insgesamt gibt es weniger als 1000 blühfähige Exemplare.[1]
- Cyclopia bowieana Harv.: Sie gedeiht nur in größeren Höhenlagen in Langeberg sowie den Outeniqua Bergen im Westkap. Die Bestände sind nicht gefährdet. Sie wird in der Roten Liste der gefährdeten Pflanzenarten Südafrikas mit LC = „Least Concern“ = „nicht gefährdet“ bewertet.[1]
- Cyclopia burtonii Hofmeyr & E.Phillips: Dieser Endemit kommt nur in Groot Swartberg im Westkap vor. Es gibt mehrere Fundorte, aber insgesamt gibt es weniger als 1000 blühfähige Exemplare. Die Bestände nehmen fortlaufend ab.[1]
- Cyclopia buxifolia (Burm. f.) Kies (Syn.: Cyclopia aurescens var. glauca Kies, Cyclopia dregeana Kies, Cyclopia falcata var. ovata Kies, Cyclopia latifolia Benth., Cyclopia latifolia E.Mey.): Sie kommt häufig in den Bergregionen von Skurweberg bis zu den Outeniqua-Bergen im Westkap vor. Die Bestände sind stabil.[1]
- Cyclopia falcata (Harv.) Kies: Sie kommt häufig in den Bergregionen von Witsenberg, Winterhoek, Franschhoek sowie den Caledon-Bergen im Westkap vor. Die Bestände sind nicht gefährdet.[1]
- Cyclopia filiformis Kies: Sie wurde seit der Typaufsammlung 1897 am Van Stadens River im Ostkap nicht nochmals gefunden und gilt als ausgestorben.[1]
- Cyclopia galioides (P.J.Bergius) DC. (Syn.: Cyclopia galioides Eckl. & Zeyh., Cyclopia capensis T.M.Salter, Cyclopia genistoides Walp. non (L.) R.Br.): Dieser Endemit kommt nur auf der Kaphalbinsel vor. Die Bestände sind nicht gefährdet, da sie fast alle im Tafelberg-Nationalpark liegen.[1]
- Cyclopia genistoides (L.) R.Br. (Syn.: Cyclopia galioides E.Mey., Cyclopia genistoides (L.) R.Br. var. genistoides, Cyclopia genistoides var. heterophylla (Eckl. & Zeyh.) Harv., Cyclopia genistoides var. linearifolia Eckl. & Zeyh., Cyclopia genistoides var. teretifolia (Eckl. & Zeyh.) Kies, Cyclopia heterophylla Eckl. & Zeyh., Cyclopia teretifolia Eckl. & Zeyh.): Es gibt viele Fundorte im Westkap von Malmesbury bis zur Kaphalbinsel und ostwärts bis Albertinia. Sie ist eine der fünf Cyclopia-Arten die wild zur Gewinnung von Tee gesammelt werden. In den letzten 160 Jahren haben die Bestände wohl um 25 % abgenommen und nehmen fortlaufend ab. Einige Habitate der tieferen Lagen sind durch Urbanisierung zerstört worden.[1]
- Cyclopia glabra (Hofmeyr & E.Phillips) A.L.Schutte (Syn.: Cyclopia montana var. glabra Hofmeyr & E.Phillips): Diese seltene Art gedeiht in der Bergregion der Hex-River-Berge im Westkap. Aufgrund der Lage sind die Bestände stabil.[1]
- Cyclopia intermedia E.Mey. (Syn: Cyclopia aurea Fourc., Cyclopia brachypoda var. intermedia (E.Mey.) Hofmeyr & E.Phillips, Cyclopia subternata Hofmeyr & E.Phillips non Vogel, Cyclopia vogelii Harv., Cyclopia vogelii var. intermedia (E.Mey.) Harv.): Sie ist die Art mit der weitesten Verbreitung von Wittebergen nahe Touwsrivier bis zu den Van Stadens Bergen nahe Port Elizabeth in den südafrikanischen Provinzen West- bis Ostkap. Sie wird in der Roten Liste der gefährdeten Pflanzenarten Südafrikas mit LC = „Least Concern“ = „nicht gefährdet“ bewertet.[1]
- Cyclopia latifolia DC.: Diese seltene Art kommt auf der Kaphalbinsel nur auf Constantiaberg sowie dem Tafelberg vor. Beim letzten Monitoring 1990 wurden nur 23 Exemplare gefunden. Sie wird in der Roten Liste der gefährdeten Pflanzenarten Südafrikas mit CR = „Critically Endangered“ = „vom Aussterben bedroht“ bewertet.[1]
- Cyclopia laxiflora Benth. (Syn.: Cyclopia subternata var. laxiflora (Benth.) Kies, Cyclopia vogelii var. laxiflora (Benth.) Harv.): Über diese seltene Art ist nur wenig bekannt. Sie wurde nur wenige Male gesammelt und zuletzt in den späten 1800er Jahren. Die Fundorte bei Knysna sowie Plettenberg Bay im Westkap wurden nur ungenau dokumentiert. Es besteht eine geringe Hoffnung, diese Art doch wiederzufinden.[1]
- Cyclopia longifolia Vogel: Es sind nur drei isolierte Fundorte in den Van-Stadens-Bergen im Ostkap bekannt. Der größte Teil des ursprünglichen Habitates sind in Wirtschaftswald umgewandelt worden. Invasive Pflanzenarten führen auch zu abnehmenden Beständen.[1]
- Cyclopia maculata (Andrews) Kies (Syn.: Cyclopia tenuifolia Lehm., Cyclopia laricina E.Mey.): Es sind 15 Fundorte von Bain’s Kloof bis Riversdale im Westkap bekannt. Die Bestände gehen fortlaufend zurück.[1]
- Cyclopia meyeriana Walp. (Syn.: Cyclopia montana Hofmeyr & E.Phillips, Cyclopia sessiliflora E.Mey. non Eckl. & Zeyh.): Sie gedeiht in Bergregionen von Cederberg bis zu den Riviersonderend-Bergen im Westkap. Die Bestände sind stabil. Sie wird in der Roten Liste der gefährdeten Pflanzenarten Südafrikas mit LC = „Least Concern“ = „nicht gefährdet“ bewertet.[1]
- Cyclopia plicata Kies: In einem relativ kleinen Gesamtareal in den Kammanassie- sowie Kouga-Bergen im Ost- sowie Westkap sind nur vier Fundorte bekannt. Die Bestände gehen fortlaufend zurück. Sie wird in der Roten Liste der gefährdeten Pflanzenarten Südafrikas mit EN = „Endangered“ = „stark gefährdet“ bewertet.[1]
- Cyclopia pubescens Eckl. & Zeyh.: Dieser Endemit kommt nur bei Port Elizabeth im Ostkap vor. Vom ursprünglichen Areal sind 80 % durch Urbanisierung zerstört worden. Es sind nur noch elf sehr kleine voneinander isolierte Fundorte bekannt. Auch invasive Pflanzenarten spielen beim Rückgang der Bestände eine Rolle. Sie wird in der Roten Liste der gefährdeten Pflanzenarten Südafrikas mit CR = „Critically Endangered“ = „vom Aussterben bedroht“ bewertet.[1]
- Cyclopia sessiliflora Eckl. & Zeyh.: Es sind noch 15 bis 20 Fundorte in den Langebergen sowie Warmwatersberg im Westkap bekannt. Sie ist eine der fünf Cyclopia-Arten die wild zur Gewinnung von Tee gesammelt werden. Die Bestände gehen fortlaufend zurück.[1]
- Cyclopia squamosa A.L.Schutte: Von dieser seltenen Art ist nur ein Fundort am Wemmershoek Peak im Westkap bekannt. Es wurden nur zehn Exemplare gefunden. Innerhalb von 60 Jahren gab es nur zwei Aufsammlungen.[1]
- Cyclopia subternata Vogel (Syn.: Cyclopia grandiflora A.DC., Cyclopia grandifolia Benth., Cyclopia latifolia Eckl. & Zeyh., Cyclopia subternata Vogel var. subternata): Sie ist für diese Gattung relativ weitverbreitet über die Küstenberge von Langeberg bis Tsitsikamma Westkap. Durch Wildaufsammlung für Teeherstellung gehen die Bestände fortlaufend zurück. Sie wird in der Roten Liste der gefährdeten Pflanzenarten Südafrikas mit LC = „Least Concern“ = „nicht gefährdet“ bewertet.[1]

## Nutzung
Sowohl vegetative Pflanzenteile, als auch die Blüten werden für die Herstellung von Honigbusch-Tee verwendet. Die Blüten verbreiten einen „Honig“-Geruch, weshalb der Tee während der Blüte geerntet wird, da in dieser Zeit das Aroma am süßesten ist. Aufgrund seines sehr niedrigen Anteils an Gerbsäure ist der koffeinfreie Honigbuschtee sehr wohltuend und bekömmlich.
Für den Honigbusch-Tee wurde ursprünglich von Cyclopia genistoides, wird aber heute hauptsächlich von Cyclopia subternata und Cyclopia intermedia geerntet. In geringerem Ausmaß werden auch andere Arten dafür verwendet.
Einige Honigbusch-Arten werden auch in subtropischen Parks und Gärten als Zierpflanzen verwendet.